# Monte Ninrode
O Monte Ninrode (em turco: Nemrut Dağı; em curdo: Çiyayê Nemrûdê; em armênio: Նեմրութ լեռ; romaniz.: Nemrut’ leṙ; em grego: Όρος Νεμρούτ; romaniz.: Oros Nemroút) localizado no  Sudeste da Anatólia, a 100 km da cidade de Adeiamane, Turquia, é o primeiro relevo a destacar-se no norte da Mesopotâmia, e atinge uma altitude de 2 150 metros acima do nível do mar. Está classificado pela UNESCO como como Património Mundial desde 1987.
No topo do Monte Ninrode encontram-se as ruínas do túmulo e hierotheseion (palavra derivada do Grego e que se refere à area do enterramento sagrado de uma família real, e cuja utilização só é conhecida em Comagena) do rei Antíoco I (ou Antíoco Teo), um dos reis do pequeno Estado Helenístico de Comagena. Numa inscrição de culto, o Rei Antíoco declara que construiu o monumento para os anos e gerações que se lhe seguissem "como uma dívida de agradecimento aos deuses e aos seus antepassados deificados pela sua manifesta assistência”.
Para a construção deste monumento funerário, formado por grandes lajes de pedra e de configuração piramidal, o cume original do monte Ninrode foi removido. As plataformas Este e Oeste do monte, que correspondem à base do túmulo, são templos a céu aberto com imensas estátuas de leões, águias e estátuas gigantescas de deuses e do rei Antíoco, a maior parte extraordinariamente bem preservadas. Estão dispostas da mesma forma em ambas as plataformas e correspondem às estátuas dos deuses Apolo, Zeus, do meio-deus Hércules, da deusa Comagena da fertilidade Tique e do rei Antíoco de Comagena.

## Descrição das ruínas
O túmulo no cume do Monte Ninrode mede 50 metros de altura e estende-se por uma área com 150 metros de diâmetro. É limitado a este, oeste e norte por terraços escavados na rocha. O terraço este constitui o centro do recinto sagrado e possui o mais importante grupo de trabalhos de escultura e arquitectura. É limitado a oeste por estátuas colossais, a este por um altar em forma de pirâmide com degraus, e a norte e sul por ortóstatos (lajes de pedra cravadas verticalmente) dispostos numa base estreita e comprida.

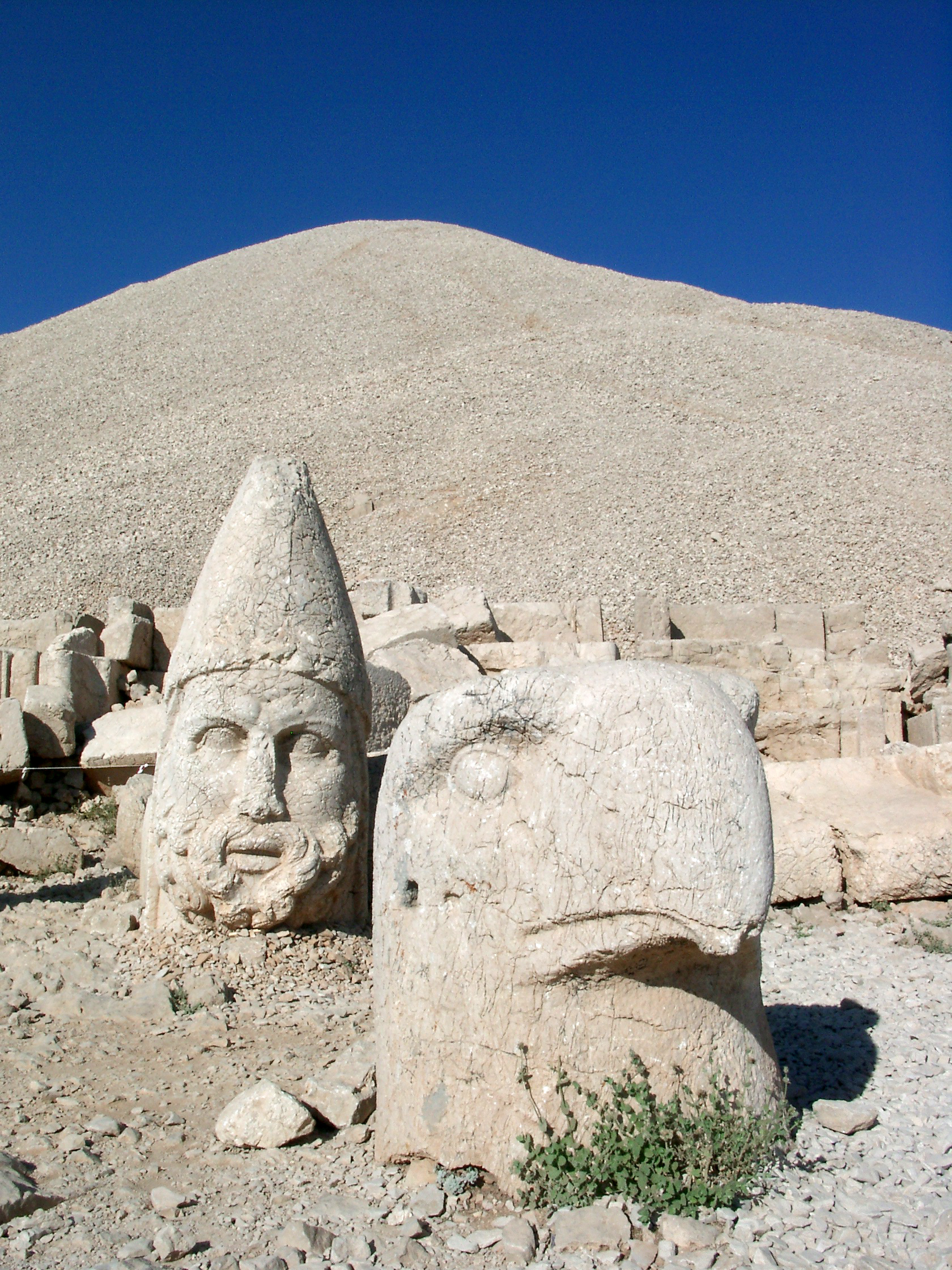
Estátuas de deuses helenísticos e o túmulo-santuário em forma de pirâmide do rei Antíoco Téo de Comagena no topo do Ninrode Dağ

Os ortóstatos voltados para o terraço localizado a norte, apresentam relevos que descrevem os antepassados persas de Antíoco, enquanto que a sul possuem relevos que representam os seus antepassados macedónios. No topo da lista de antepassados deificados, figuram dois nomes eminentes: Dario I, o fundador da dinastia Aqueménida pelo lado do seu pai, e Alexandre, o Grande por parte da sua mãe. Em frente de cada relevo existiu um altar de sacrifícios. As bem-preservadas e gigantescas estátuas que estão voltadas para o terraço este foram construídas com blocos de calcário e medem 8 a 10 metros de altura. Inscrições identificam as estátuas (cujos nomes são fornecidos em persa e grego, tendo em conta a união sincrética das religiões grega e persa) no terraço oeste, da esquerda para a direita na seguinte ordem: Antíoco, Zeus-Oromasdes (o deus greco-persa do céu e supremo Deus, e também a estátua de tamanho maior), Apolo-Mitras, e Hércules-Artagnes. As expressões faciais destas estátuas são exemplos impressionantes do estilo Helenístico Tardio.
Os deuses estão representados com chapéus persas e os pescoços de Antíoco e dos outros deuses estão protegidos por babados ao estilo persa.
A cabeça da deusa Comagena da fertilidade está decorada com uma coroa de frutos. As partes dos pedestais que estão voltadas para o terraço e para o túmulo, apresentam inscrições das leis e preceitos do país assim como a data de nascimento do rei, e detalhes de procedimentos de culto, tudo escrito em Grego. As estátuas colossais do terraço Oeste estão dispostas da mesma maneira das estátuas localizadas no terraço Este. As cabeças também estão tombadas no chão mas estão melhor preservadas. As estátuas foram recolocadas nos seus locais originais no decurso dos trabalhos levados a cabo em 1985 sob a direcção de F. K. Dorner. As lajes com os relevos dos antepassados persas do rei localizam-se no extremo sul do terraço oeste, enquanto que as lajes com os relevos relativos aos antepassados macedónios estão em frente às estátuas monumentais.

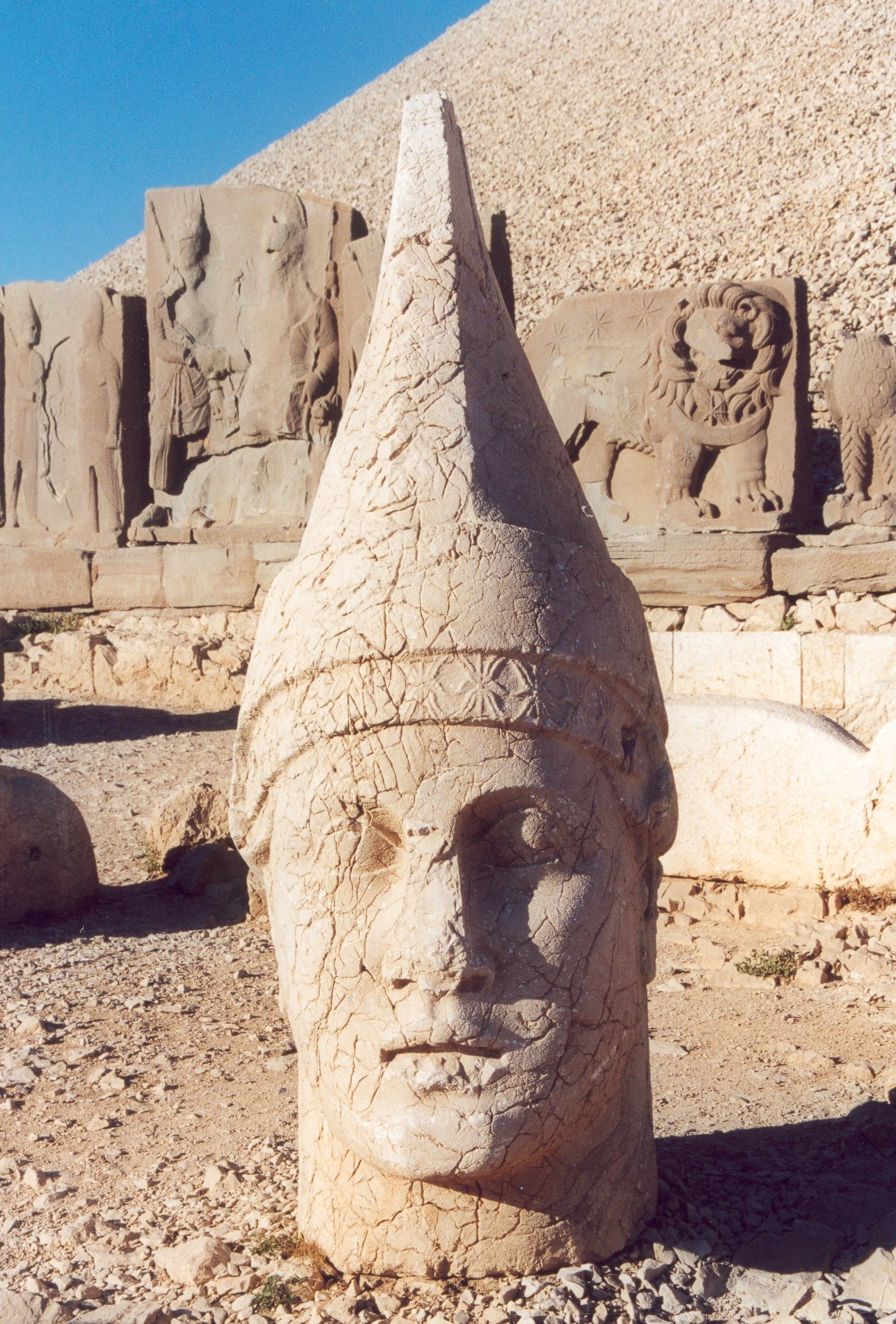
Cabeça de Apolo

No terraço oeste, os relevos que representam Antíoco a apertar as mãos a diferentes divindades estão muito bem preservadas. Das lajes que descreviam as mesmas cenas no terraço este, restam apenas escassos fragmentos. As cenas de aperto de mão que podem ser vistas no terraço Oeste representam Antíoco e a deusa Comagena, Antíoco e Apolo-Mitras, Antíoco e Zeus-Oromasdes, Antíoco e Hércules-Artagnes.
O relevo do leão no pátio oeste é de particular interesse. A laje de pedra mede 1,75 metros de altura e tem 2,40 metros de comprimento e mostra um poderoso leão a caminhar para a direita. O seu corpo está decorado com 19 estrelas e tem um crescente no peito. Das três estrelas maiores que estão representadas nas costas do leão emergem 16 raios, enquanto que as estrelas mais pequenas têm só oito raios cada uma. As três estrelas maiores estão identificadas como sendo Júpiter, Mercúrio e Marte. Trata-se da representação do mais antigo horóscopo do mundo. Inicialmente pensava-se que este horóscopo representaria a data de nascimento de Antíoco, mas o Professor Otto Neugebauer identifica a representação como sendo 7 de Julho do ano de 62 ou 61 a.C.. Assim sendo, corresponderá à data em que Antíoco I foi colocado no trono pelo general Romano Pompeu. Por outro lado, de acordo com o professor Dorner, o evento representado corresponderá à data da construção deste monumento funerário no Monte Ninrode.
O terraço Norte tem a forma de um caminho processional que liga os terraços por este e oeste. As estátuas colossais de uma águia em ambos os lados guardam a entrada no centro exacto da parede que forma o terraço norte.
De acordo com as inscrições na parte traseira dos tronos onde as divindades estão sentadas, o rei Antíoco I de Comagena ordenou ser enterrado no seu hierothseion.
As escavações que têm sido desenvolvidas no local, revelaram que o túmulo foi erguido no topo da colina rochosa. Assim sendo, os ossos ou cinzas do rei foram colocados numa câmara escavada na rocha, que terá sido depois coberta com o túmulo. Apesar dos trabalhos que têm vindo a ser desenvolvidos, ainda não foi descoberta a câmara de enterramento.

## Redescoberta do Monte Ninrode

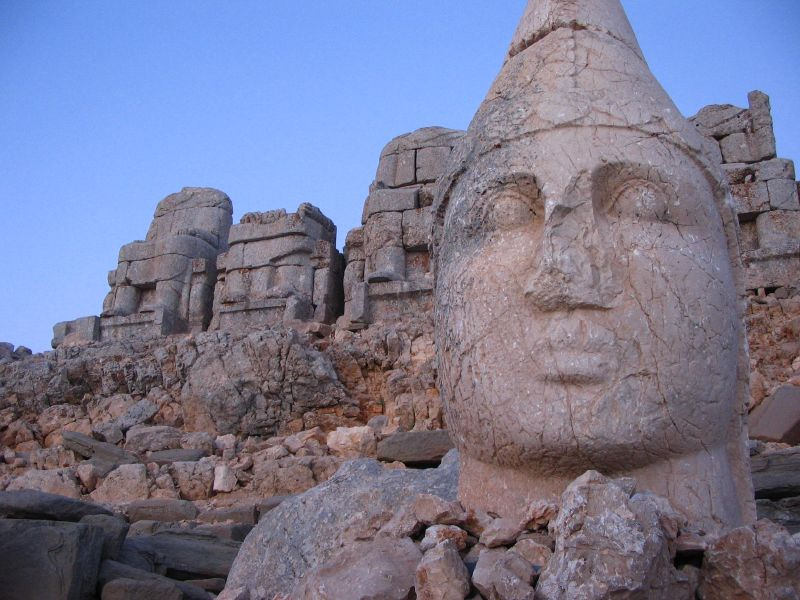
Estátua

Karl Sester, um engenheiro de estradas Alemão, redescobriu o Monte Ninrode em 1881. Foi organizada uma expedição ao Monte Ninrode em 1882-83 por Karl Humann e Otto Puchstein. Osman Hamdi Bey e Osgan Effendi também investigaram o sítio em 1883. F. Karl Dorner e Rudolf Naumann organizaram uma expedição ao Monte Ninrode em 1938. Dorner regressou ao sítio depois de 1951 e começou a trabalhar com a investigadora Norte-Americana Teresa Goell. Em 1984, uma equipa turca e alemã liderada pelo professor Dorner levou a cabo trabalhos de restauro no local. Têm sido realizados trabalhos de escavação e de restauro desde 1989, sob a direcção de Sencer Sahin. Em 1989, o monte Ninrode e imediações foram declarados parque nacional.

## Galeria

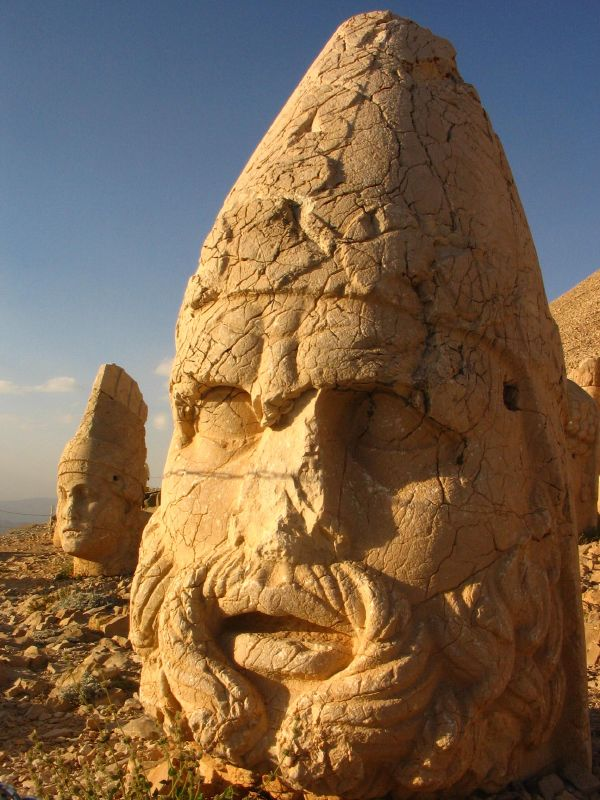
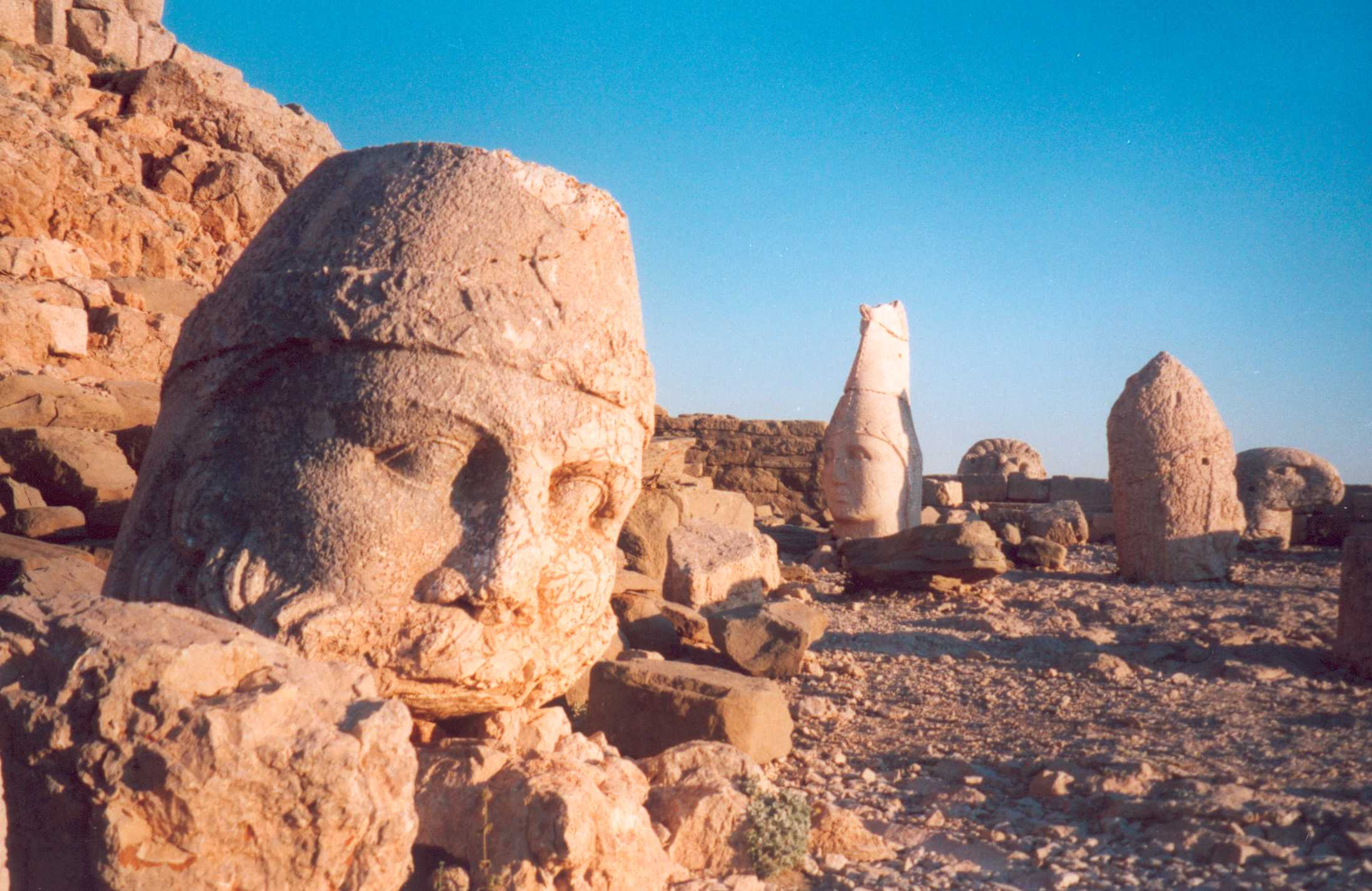
Zeus-Oromasdes
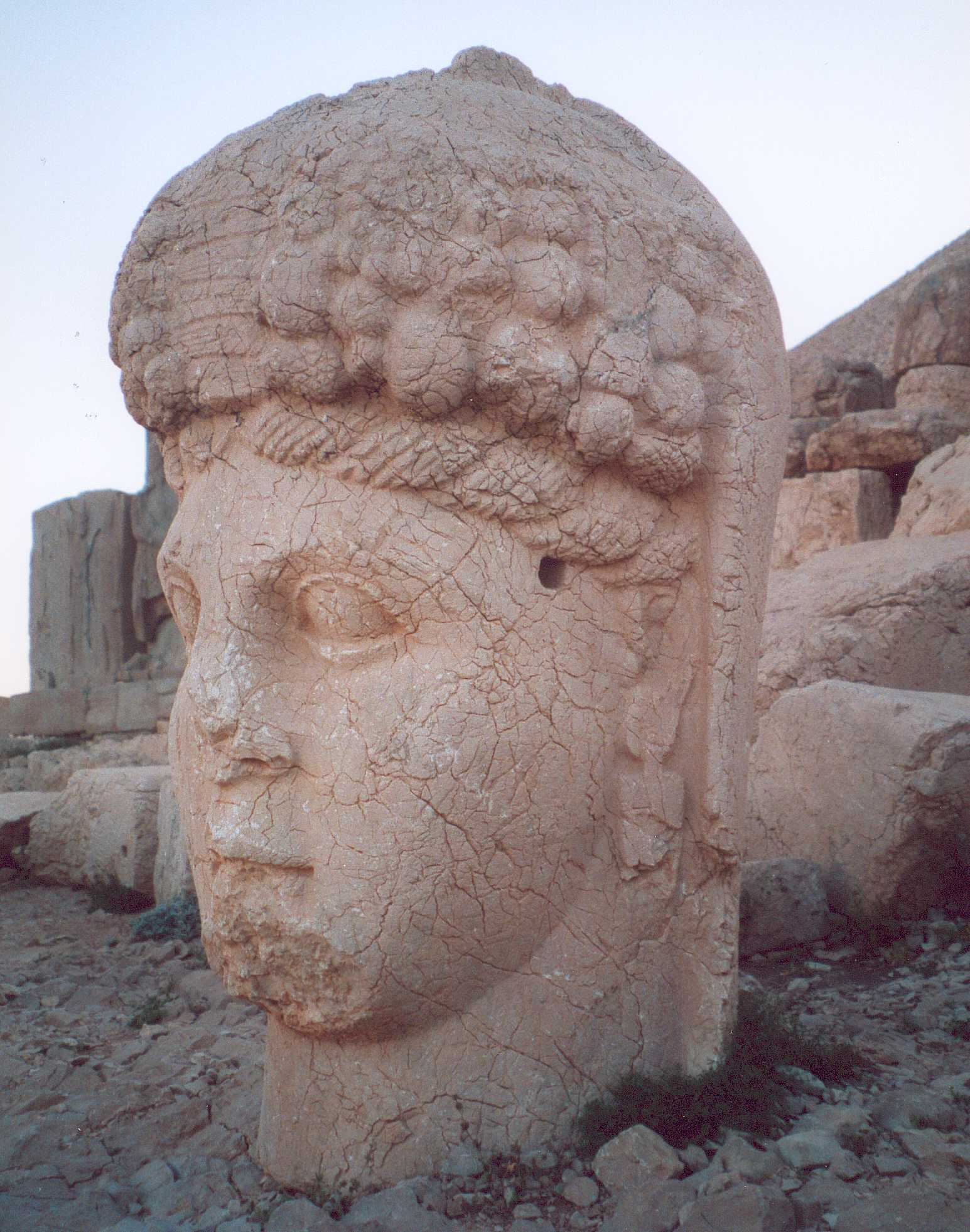
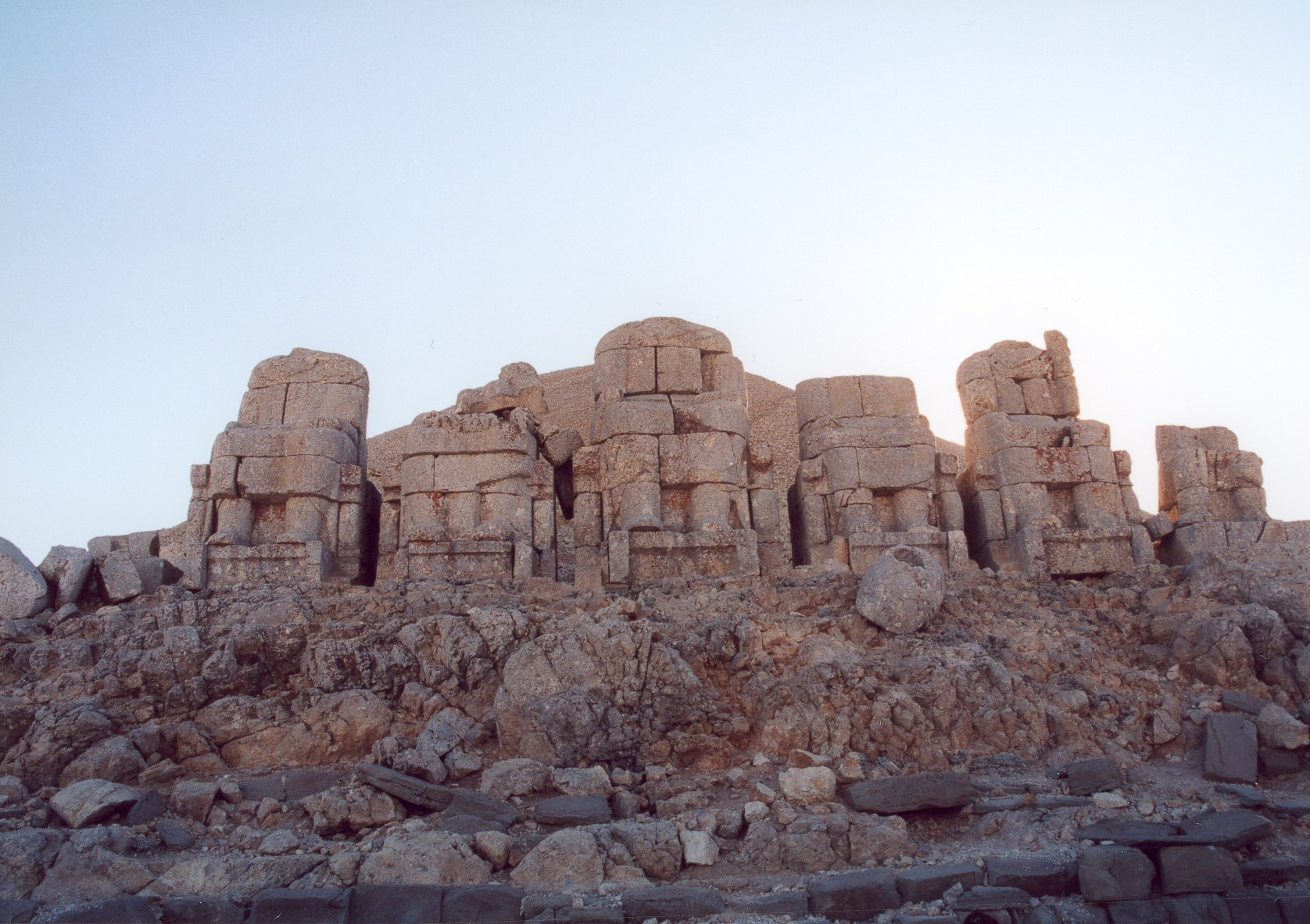
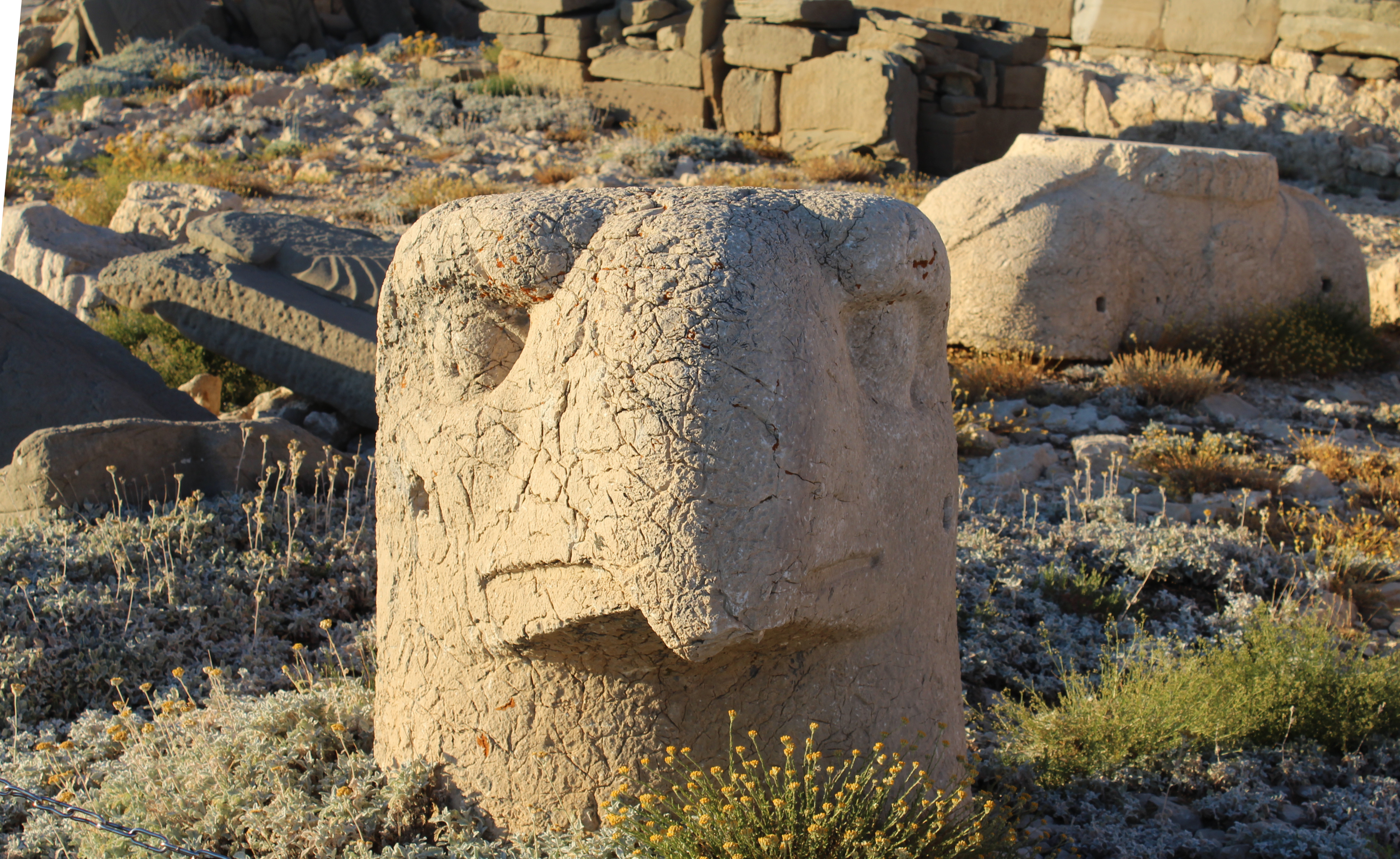